# Neufahrn bei Freising
Neufahrn bei Freising (eller Neufahrn b.Freising) er en kommune i Landkreis Freising Regierungsbezirk Oberbayern i den tyske delstat Bayern.

## Geografi
Neufahrn ligger på floden Isars venstre bred, ca. 10 km syd for Freising og knap 20 km nordøst for München.
Neufahrn ligger i den nordlige del af Münchner Schotterebene De nordlige dele af kommunen grænser til det tertiære bakkeland; Hetzenhausen ligger på et højdedrag mellem Isar- og Amperdalene, og er med 499 moh. det højest område. Mintraching, den østlige del af kommunen, ved Isar ligger flere beskyttede landskaber: Garchinger Heide, Echinger Lohe og Echinger Gfild.
Flughafen München ligger ca. 10 km mod øst i Erdinger Moos.

## Inddeling
Der er landsbyerne Fürholzen, Giggenhausen, Giggenhausen-Schaidenhausen, Hetzenhausen, Massenhausen og Mintraching/Grüneck.

### Nabokommuner
Følgende byer og kommuner grænser til Neufahrn: Mod nord Fahrenzhausen og Kranzberg, mod nordøst Freising, mod øst Hallbergmoos og mod syd og vest Eching.

## Weblinks
- Wikimedia Commons har flere filer relateret til Neufahrn bei Freising
- Landsbyen Giggenhausen